# 26337 Matthewagam
26337 Matthewagam è un asteroide della fascia principale. Scoperto nel 1998, presenta un'orbita caratterizzata da un semiasse maggiore pari a 2,4578711 UA e da un'eccentricità di 0,1652195, inclinata di 2,18134° rispetto all'eclittica.